# 巴甫洛夫卡區

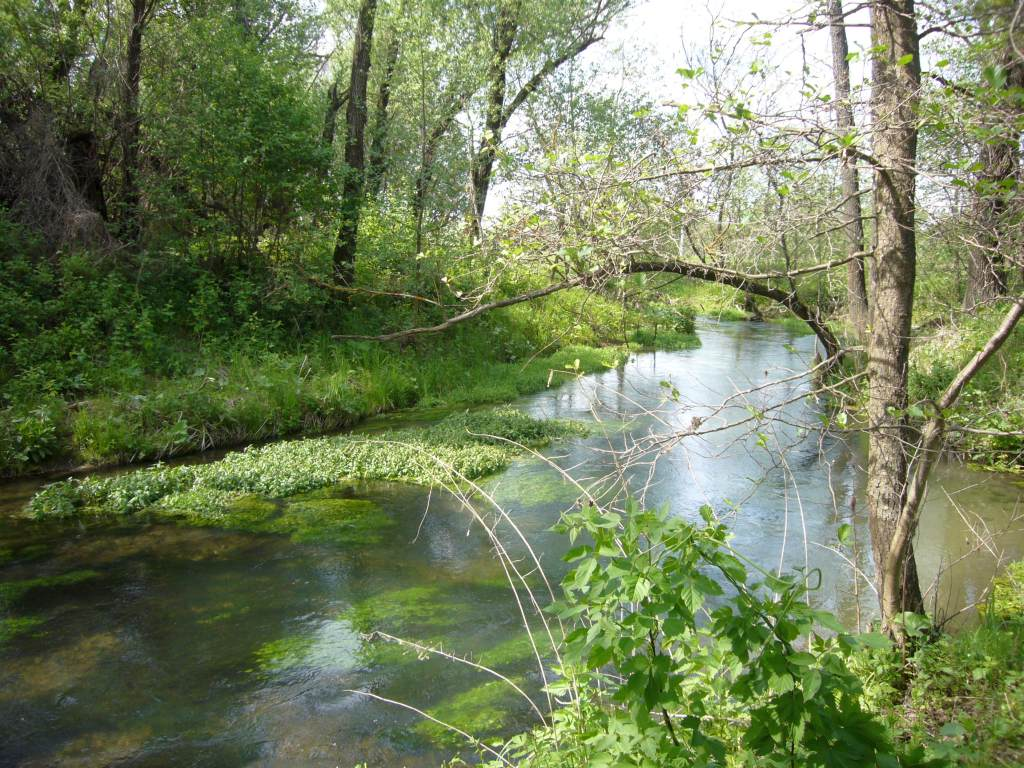

52°41′10″N 47°08′15″E / 52.68611°N 47.13750°E
巴甫洛夫卡區（俄语：Павловский район），是俄羅斯的一個區，位於該國西南部，由烏里揚諾夫斯克州負責管轄，面積1,017.6平方公里，2010年人口15,109，人口密度每平方公里14.85人。